# Принц Астурійський

Герб принца Астурійського Бурбонської династії

Принц Астурійський (ісп. Príncipe de Asturias) — титул королевича-спадкоємця престолу Іспанського королівства. Створений 1388 року. До перетворення Кастильської Корони на Іспанську монархію, був титулом спадкоємця кастильського престолу. Зазвичай, надавався найстаршому синові короля, першому претенденту в черзі до трону. Інші королевичі принцами не називалися, а носили титул інфантів. Коли монарх не мав синів, титул надавався його родичеві, що був найближчим претендентом на престол. Якщо спадкоємцем трону ставала жінка, її величали принце́сою Астурі́йською (ісп. Princesa da Asturias), а її сестер-королівн — інфантами. Інші назви — при́нц Асту́рії, принце́са Асту́рії.

## Новітня історія
Диктатор Франко призначив Хуана Карлоса І спадкоємцем престолу, але дав йому придуманий титул принца Іспанії, оскільки не мав повноважень на присудження історичного титулу принца Астурійського.
З 1 листопада 1977 року до 19 червня 2014 року принцом Астурії був дон Філіп, нині король Іспанії, а зараз принцесою Астурійською стала дочка короля інфанта Леонор.
У 1980 році Благодійний Фонд принца Астурійського затверди Премію принца Астурійського, яку присуджують у вісьмох категоріях: досягнення в мистецтві, суспільних науках, соціальних науках, гуманітарній діяльності, міжнародному співробітництві, спорті, наукових і технічних дослідженнях, «Згода» (de la Concordia).
На честь принца Астурії названий пік Принсіпе де Астуріас (Pico del Príncipe de Asturias), який є частиною масиву Вінсона в Антарктиді.
Також існує геральдична корона принца Астурії.

## Принци
| Ім'я                           | Світлина                          | Монарх             | Правління          | Правління                   |                                  |
| Ім'я                           | Світлина                          | Монарх             | Початок            | Кінець                      | Подружжя                         |
| Трастамарський дім             | Трастамарський дім                | Трастамарський дім | Трастамарський дім | Трастамарський дім          | Трастамарський дім               |
| ------------------------------ | --------------------------------- | ------------------ | ------------------ | --------------------------- | -------------------------------- |
| Принц Енріке                   |                                   | Хуан I             | 1388               | 1390                        | Катерина Ланкастерська           |
| Принцеса Марія                 |                                   | Енріке III         | 1402               | 1405                        | Альфонсо V Арагонський           |
| Принц Хуан                     |                                   | Енріке III         | 1405               | 1406                        | Марія Арагонська                 |
| Принц Хуан                     | Ізабелла Португальська            | Енріке III         | 1405               | 1406                        |                                  |
| Принцеса Каталіна              |                                   | Хуан II            | 1 січня 1423       | 17 вересня 1424             |                                  |
| Принцеса Леонор                |                                   | Хуан II            | 17 вересня 1424    | 5 січня 1425                |                                  |
| Принц Енріке                   |                                   | Хуан II            | 5 січня 1425       | 21 липня 1454               | Бланка Наваррська                |
| Принц Енріке                   | Жуана Португальська               | Хуан II            | 5 січня 1425       | 21 липня 1454               |                                  |
| Принцеса Хуана                 |                                   | Енріке IV          | 28 лютого 1462     | 1464                        | Афонсу V Португальський          |
| Принц Альфонсо                 |                                   | Енріке IV          | 1464               | 5 липня 1468                |                                  |
| Принцеса Ізабелла              |                                   | Енріке IV          | 5 липня 1468       | 11 грудня 1474              | Фернандо Арагонський             |
| Принцеса Ізабелла              |                                   | Ізабелла I         | 11 грудня 1474     | 20 червня 1478              | Мануел I                         |
| Принц Хуан                     |                                   | Ізабелла I         | 20 січня 1479      | 4 жовтня 1497               | Маргарита Австрійська            |
| Принцеса Ізабелла (удруге)     |                                   | Ізабелла I         | 4 жовтня 1497      | 23 серпня 1498              | Мануел I                         |
| Принц Мігель                   |                                   | Ізабелла I         | 23 серпня 1498     | 19 липня 1500               |                                  |
| Принцеса Хуана                 |                                   | Ізабелла I         | 1502               | 1504                        | Філіп Вродливий                  |
| Габсбурги                      |                                   |                    |                    |                             |                                  |
| Принц Карлос                   |                                   | Хуана I            | 1504               | 1516                        | Ізабелла Португальська           |
| Принц Філіп                    |                                   | Карлос I           | 21 травня 1527     | 16 січня 1556               | Марія Мануела                    |
| Принц Філіп                    | Марія I, королева Англії          | Карлос I           | 21 травня 1527     | 16 січня 1556               |                                  |
| Принц Карлос                   |                                   | Філіп II           | 16 січня 1556      | 24 липня 1568               |                                  |
| Принц Фернандо                 |                                   | Філіп II           | 4 грудня 1571      | 18 жовтня 1578              |                                  |
| Принц Дієго                    |                                   | Філіп II           | 18 жовтня 1578     | 21 листопада 1582           |                                  |
| Принц Філіп                    |                                   | Філіп II           | 21 листопада 1582  | 13 вересня 1598             | Маргарита Австрійська            |
| Принц Філіп                    |                                   | Філіп III          | 8 квітня 1605      | 31 березня 1621             | Ізабелла Французька              |
| Принц Бальтазар Карлос         |                                   | Філіп IV           | 17 жовтня 1629     | 9 жовтня 1646               |                                  |
| Принц Філіп Просперо           |                                   | Філіп IV           | 20 листопада 1657  | 1 листопада 1661            |                                  |
| Принц Карлос                   |                                   | Філіп IV           | 6 листопада 1661   | 17 вересня 1665             | Марія Луїза Орлеанська           |
| Принц Карлос                   | Марія Анна Пфальц-Нойбурзька      | Філіп IV           | 6 листопада 1661   | 17 вересня 1665             |                                  |
| Бурбони                        |                                   |                    |                    |                             |                                  |
| Принц Луїс                     |                                   | Філіп V            | 1709               | 15 січня 1724               | Луїза Єлизавета Орлеанська       |
| Принц Фернандо                 |                                   | Філіп V            | 31 серпня 1724     | 9 липня 1746                | Барбара Португальська            |
| Принц Карлос                   |                                   | Карлос III         | 1759               | 14 грудня 1788              | Марія Луїза Пармська             |
| Принц Фернандо                 |                                   | Карлос IV          | 14 грудня 1788     | 19 березня 1808             | Марія Антонія Бурбон-Сицилійська |
| Принц Фернандо                 | Марія Ізабелла Португальська      | Карлос IV          | 14 грудня 1788     | 19 березня 1808             |                                  |
| Принц Фернандо                 | Марія Жозефа Саксонська           | Карлос IV          | 14 грудня 1788     | 19 березня 1808             |                                  |
| Принц Фернандо                 | Марія Христина Бурбон-Сицилійська | Карлос IV          | 14 грудня 1788     | 19 березня 1808             |                                  |
| Принцеса Ізабелла              |                                   | Фернандо VII       | 10 жовтня 1830     | 29 вересня 1833             | Франсіско де Асіз Бурбон         |
| Принцеса Ізабелла              |                                   | Ізабелла II        | 20 грудня 1851     | 28 листопада 1857           | Гаетано Бурбон-Сицилійський      |
| Принц Альфонсо                 |                                   | Ізабелла II        | 28 листопада 1857  | 30 вересня 1868             | Марія де лас Мерседес Орлеанська |
| Принц Альфонсо                 | Марія Крістіна Австрійська        | Ізабелла II        | 28 листопада 1857  | 30 вересня 1868             |                                  |
| Принц Еммануїл Філіберт        |                                   | Амадей I           | 1871               | 1873                        | Єлена Орлеанська                 |
| Принцеса Ізабелла (удруге)     |                                   | Альфонсо XII       | 1873               | 1880                        | Гаетано Бурбон-Сицилійський      |
| Принцеса Марія де лас Мерседес |                                   | Альфонсо XII       | 10 березня 1881    | 17 жовтня 1904              | Карлос Бурбон-Сицилійський       |
| Принцеса Марія де лас Мерседес | Альфонсо XIII                     |                    | 10 березня 1881    | 17 жовтня 1904              | Карлос Бурбон-Сицилійський       |
| Принц Альфонсо                 |                                   | 10 травня 1907     | 6 вересня 1938     | Едельміра Сампедро і Робато |                                  |
| Принц Альфонсо                 | Марта Естер Рокафот Альтусарра    | 10 травня 1907     | 6 вересня 1938     |                             |                                  |
| Принц Філіп                    |                                   | Хуан Карлос I      | 21 січня 1977      | 19 червня 2014              | Летиція                          |
| Принцеса Леонор                |                                   | Філіп VI           | 19 червня 2014     |                             |                                  |